# Mecometopus melanion
Mecometopus melanion är en skalbaggsart som beskrevs av Bates 1885. Mecometopus melanion ingår i släktet Mecometopus och familjen långhorningar. Inga underarter finns listade i Catalogue of Life.